# Welykooleksandriwka (Synelnykowe)
Welykooleksandriwka (ukrainisch Великоолександрівка; russisch Великоалександровка Welikoaleksandrowka) ist ein Dorf in der ukrainischen Oblast Dnipropetrowsk mit etwa 2000 Einwohnern (2006). Welykooleksandriwka ist das administrative Zentrum der gleichnamigen Landratsgemeinde.
Das 1776 gegründete Dorf liegt am rechten Ufer der Wowtscha, 24 km nördlich vom ehemaligen Rajonzentrum Wassylkiwka 23 km südlich von Pawlohrad und 84 km östlich von Dnipro.
Am 11. August 2016 wurde das Dorf ein Teil der neugegründeten Siedlungsgemeinde Wassylkiwka, bis dahin bildete es zusammen mit den Dörfern Perwomajske (Первомайське) und Preobraschenske (Преображенське) die gleichnamige Landratsgemeinde Welykooleksandriwka (Великоолександрівська сільська рада/Welykooleksandriwska silska rada) im Norden des Rajons Wassylkiwka.
Am 17. Juli 2020 kam es im Zuge einer großen Rajonsreform zum Anschluss des Rajonsgebietes an den Rajon Synelnykowe.